# Władysław Krawczyk (żołnierz)
Władysław Krawczyk (ur. 5 września 1906 we wsi Lunia, zm. 17 września 1944 w Warszawie) – oficer, uczestnik II wojny światowej w szeregach ludowego Wojska Polskiego.

## Życiorys
Urodził się w wielodzietnej rodzinie chłopskiej we wsi Lunia w Wielkopolsce. Z powodu wczesnej śmierci ojca, już jako chłopiec zmuszony był pracować na liczną rodzinę. Członkiem KPP został w 1928 roku, w związku z prowadzoną działalnością polityczną był kilkakrotnie aresztowany. Od 1936 roku odbywał karę trzech lat więzienia. Po agresji niemieckiej na Polskę w 1939 roku opuścił okupowaną przez III Rzeszę Polskę i udał się do Związku Radzieckiego. Tam pracował w Mińsku, Orszy i Andiżanie. 
Informacja o tworzeniu ludowego Wojska Polskiego spowodowała, że jako ochotnik wstąpił w jego szeregi. Od września 1943 roku sprawował funkcję zastępcy dowódcy batalionu w 6 pp 2 Dywizji Piechoty. Następnie został zastępcą dowódcy 2 samodzielnego batalionu saperów z którym dotarł na ziemie polskie. Uczestniczył w walkach o utworzenie przyczółków na Wiśle. We wrześniu 1944 roku został zastępcą dowódcy do spraw polityczno-wychowawczych 5 pułku piechoty. W czasie walk przeciw armii niemieckiej na warszawskiej Pradze został ciężko ranny, w wyniku czego zmarł 17 września 1944 roku. 
W dzienniku działań batalionu zapisano: Na zawsze pozostanie w pamięci naszych żołnierzy świetlana postać zastępcy dowódcy baonu do spraw polityczno-wychowawczych por. Krawczyka Władysława, który zginął śmiercią żołnierza na posterunku w walce o Warszawę. Pochowany został na cmentarzu na Starym Targówku, później jego prochy zostały przeniesione na cmentarz wojskowy na Powązkach. 